# Bistum Caratinga

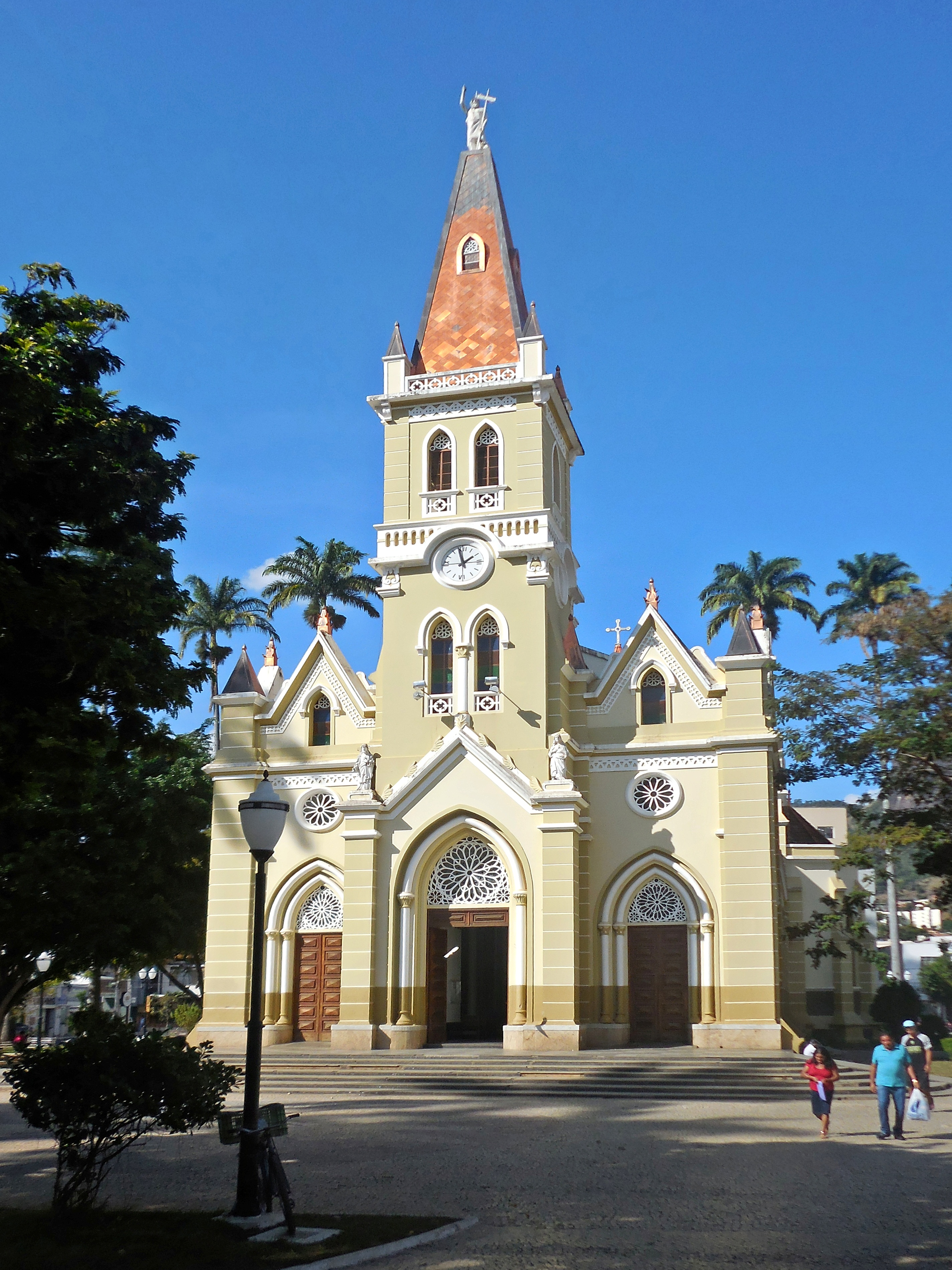
Catedral de São João Batista

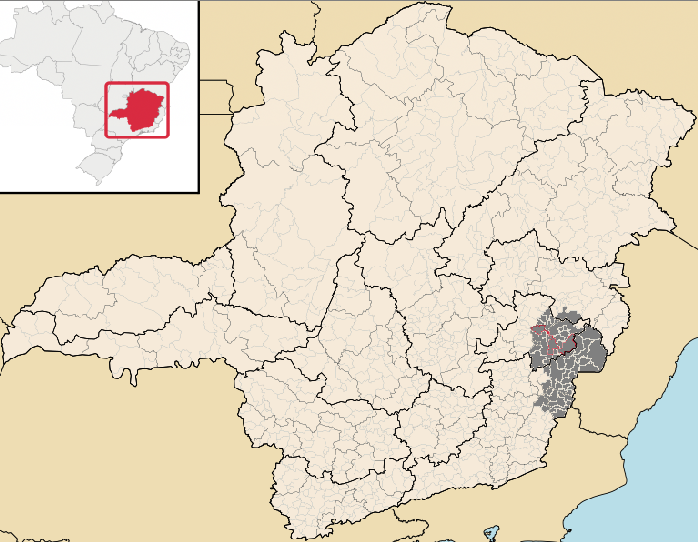
Bistum Caratinga.

Das Bistum Caratinga (lateinisch Dioecesis Caratingensis, portugiesisch Diocese de Caratinga) ist eine in Brasilien gelegene römisch-katholische Diözese mit Sitz in Caratinga im Bundesstaat Minas Gerais.

## Geschichte
Das Bistum Caratinga wurde am 15. Dezember 1915 durch Papst Benedikt XV. mit der Päpstlichen Bulle Pastorale Romani Pontificis officium aus Gebietsabtretungen des Bistums Amazonas errichtet. Am 1. Februar 1956 gab das Bistum Caratinga Teile seines Territoriums zur Gründung des mit der Apostolischen Konstitution Rerum usu errichteten Bistums Governador Valadares ab.
Das Bistum Caratinga ist dem Erzbistum Mariana als Suffraganbistum unterstellt.

## Bischöfe von Caratinga
- Carloto Fernandes da Silva Távora, 1919–1933
- José Maria Parreira Lara, 1934–1936
- João Batista Cavati CM, 1938–1956
- José Eugênio Corrêa, 1957–1978
- Hélio Gonçalves Heleno, 1978–2011
- Emanuel Messias de Oliveira, 2011–2023
- Juarez Delorto Secco, seit 2023

## Einzelnachweise

Regional CNBB Leste 2.